# João Real
João Daniel Mendes Real est un footballeur portugais né le 13 mai 1983 à Covilhã. Il évolue au poste de défenseur central.

## Biographie
Né à Covilhã, il commence le football au sein de l'AD Estação, où il est formé dans les équipes jeunes, puis chez les séniors qui militent en 3e Division nationale 3.
Joao Real commence sa carrière professionnelle au Sporting de Covilhã lors de la saison 2003-2004 avec lequel il est champion de 3e Division à deux reprises en 2004-2005 et 2007-2008. Le premier en 2004-2005, est célébré dans un match à domicile face à l'UD Oliveirense, après un championnat très disputé avec le CD Mafra. Le deuxième en 2007/2008, célébré sur le terrain du CD Olivais e Moscavide après la séance des tirs au but afin de déterminer le gagnant de la liguilha et ainsi de la montée en 2e division. En juillet 2005 il passe en commission disciplinaire à la suite de soupçons de dopage.
Il joue ensuite à Naval qui évolue en Liga ZON Sagres. Sa première année est assez modeste, et doit attendre jusqu'au 15 février 2009 pour faire ses débuts en championnat, jouant huit minutes. Le 17 avril 2010, il inscrit un but lors du match face à Paços de Ferreira, victoire 3-1, mais marque aussi le but de ses adversaires. La Naval est reléguée au terme de la saison 2010-2011 en seconde division portugaise. Il est un joueur polyvalent dont le rôle ne se limite pas qu'en défense central, mais participe aussi à l'attaque et notamment sur les coups de pied arrêtés.
João Daniel Mendes Real signe par la suite un contrat à l’Académica de Coimbra et remporte la Coupe du Portugal en 2011-2012 avec son nouveau club. En mai 2014, il signe une prolongation de contrat jusqu'en 2017, avec l'Académica de Coimbra.
À l'issue de la saison 2014-2015, il compte à son actif un total de 96 matchs en 1re division portugaise.

## Carrière
Arrêtées à l'issue de la saison 2018-2019
- 8 saisons en championnat de D.I , 122 matchs 8 buts.
- 6 saisons en championnat de D.II , 116 matchs 10 buts.
- 3 saisons en championnat de D.III , 75 matchs 13 buts.

## Statistiques de joueur

### Synthèse
| Saison                | Club                  | Championnat           | Championnat | Championnat | Coupe(s) nationale(s) | Coupe(s) nationale(s) | Compétition(s) continentale(s) | Compétition(s) continentale(s) | Compétition(s) continentale(s) | Total | Total |
| Saison                | Club                  | Division              | M.          | B.          | M.                    | B.                    | Comp.                          | M.                             | B.                             | M.    | B.    |
| 2001-2002             | AD Estação            | D5                    | 0           | 0           | 0                     | 0                     | -                              | 0                              | 0                              | 0     | 0     |
| 2001-2002             | AD Estação            | D4                    | 0           | 0           | 0                     | 0                     | -                              | 0                              | 0                              | 0     | 0     |
| Sous-total            | Sous-total            | Sous-total            | 0           | 0           | 0                     | 0                     | -                              | 0                              | 0                              | 0     | 0     |
| 2003-2004             | SC Covilhã            | D2                    | 15          | 0           | 2                     | 0                     | -                              | 0                              | 0                              | 17    | 0     |
| 2004-2005             | SC Covilhã            | D3                    | 30          | 1           | 1                     | 0                     | -                              | 0                              | 0                              | 31    | 1     |
| 2005-2006             | SC Covilhã            | D2                    | 16          | 0           | 1                     | 0                     | -                              | 0                              | 0                              | 17    | 0     |
| 2006-2007             | SC Covilhã            | D3                    | 21          | 6           | 3                     | 1                     | -                              | 0                              | 0                              | 24    | 7     |
| 2007-2008             | SC Covilhã            | D3                    | 25          | 6           | 2                     | 0                     | -                              | 0                              | 0                              | 27    | 6     |
| 2008-2009             | SC Covilhã            | D2                    | 0           | 0           | 1                     | 0                     | -                              | 0                              | 0                              | 1     | 0     |
| Sous-total            | Sous-total            | Sous-total            | 107         | 14          | 10                    | 1                     | -                              | 0                              | 0                              | 117   | 15    |
| 2008-2009             | Naval                 | D1                    | 3           | 0           | 1                     | 0                     | -                              | 0                              | 0                              | 4     | 0     |
| 2009-2010             | Naval                 | D1                    | 9           | 1           | 1                     | 0                     | -                              | 0                              | 0                              | 10    | 1     |
| 2010-2011             | Naval                 | D1                    | 19          | 0           | 2                     | 0                     | -                              | 0                              | 0                              | 21    | 0     |
| Sous-total            | Sous-total            | Sous-total            | 31          | 1           | 4                     | 0                     | -                              | 0                              | 0                              | 35    | 1     |
| 2011-2012             | Académica             | D1                    | 11          | 2           | 4                     | 0                     | -                              | 0                              | 0                              | 15    | 2     |
| 2012-2013             | Académica             | D1                    | 14          | 0           | 7                     | 0                     | C3                             | 3                              | 0                              | 24    | 0     |
| 2013-2014             | Académica             | D1                    | 21          | 1           | 5                     | 0                     | -                              | 0                              | 0                              | 26    | 1     |
| 2014-2015             | Académica             | D1                    | 19          | 1           | 3                     | 0                     | -                              | 0                              | 0                              | 22    | 1     |
| 2015-2016             | Académica             | D1                    | 26          | 3           | 4                     | 0                     | -                              | 0                              | 0                              | 30    | 3     |
| 2016-2017             | Académica             | D2                    | 34          | 2           | 5                     | 0                     | -                              | 0                              | 0                              | 39    | 2     |
| 2017-2018             | Académica             | D2                    | 37          | 6           | 4                     | 0                     | -                              | 0                              | 0                              | 41    | 6     |
| 2018-2019             | Académica             | D2                    | 14          | 2           | 0                     | 0                     | -                              | 0                              | 0                              | 14    | 2     |
| Sous-total            | Sous-total            | Sous-total            | 176         | 17          | 32                    | 0                     | -                              | 3                              | 0                              | 211   | 17    |
| Total sur la carrière | Total sur la carrière | Total sur la carrière | 314         | 32          | 46                    | 1                     | -                              | 3                              | 0                              | 363   | 33    |

Statistiques actualisées le 19/05/2019

### Matchs disputés en coupes continentales
| Matchs | Date             | Stade                        | Adversaire        | Résultat | Minutes | Compétition            | Buts | Tour             | Club      |
| ------ | ---------------- | ---------------------------- | ----------------- | -------- | ------- | ---------------------- | ---- | ---------------- | --------- |
| 1      | 8 novembre 2012  | Estádio EFAPEL, Coimbra      | Atlético Madrid   | 2 – 0    | 90 min  | Ligue Europa 2012-2013 | 0    | Phase de groupes | Académica |
| 2      | 22 novembre 2012 | Estádio EFAPEL, Coimbra      | FC Viktoria Plzeň | 1 – 1    | 90 min  | Ligue Europa 2012-2013 | 0    | Phase de groupes | Académica |
| 3      | 6 décembre 2012  | Bloomfield Stadium, Tel Aviv | Hapoël Tel-Aviv   | 2 – 0    | 90 min  | Ligue Europa 2012-2013 | 0    | Phase de groupes | Académica |

## Palmarès

### Avec l'Académica de Coimbra
- Vainqueur de la Coupe du Portugal en 2012[10].
- Finaliste de la Supertaça Cândido de Oliveira en 2012.

### Avec leSC Covilhã
- Champion de la 3e Division Zone Centre en 2005[11].
- Champion de la 3e Division Série C en 2008[12].

### Avec l’AD Estação
- Champion du Championnat de 1re Division de l’AF Castelo Branco de football en 2002[13].